# Bañista de espaldas
Bañista de espaldas  o Bañista de medio cuerpo (título original en francés, La Baigneuse à mi-corps) es una pintura de Jean-Auguste-Dominique Ingres, realizada en 1807. La pintura se conserva en el museo Bonnat de Bayona.

## Historia
El cuadro fue realizado en Roma en 1807, como lo demuestra la inscripción Ingres Pinxit Roma 1807 en el lienzo soporte del cuadro. Posteriormente, la pintura pasó a las colecciones De Fresne, luego a las colecciones Bonnat y finalmente pasó a formar parte de la colección del museo Bonnat. 

## Descripción

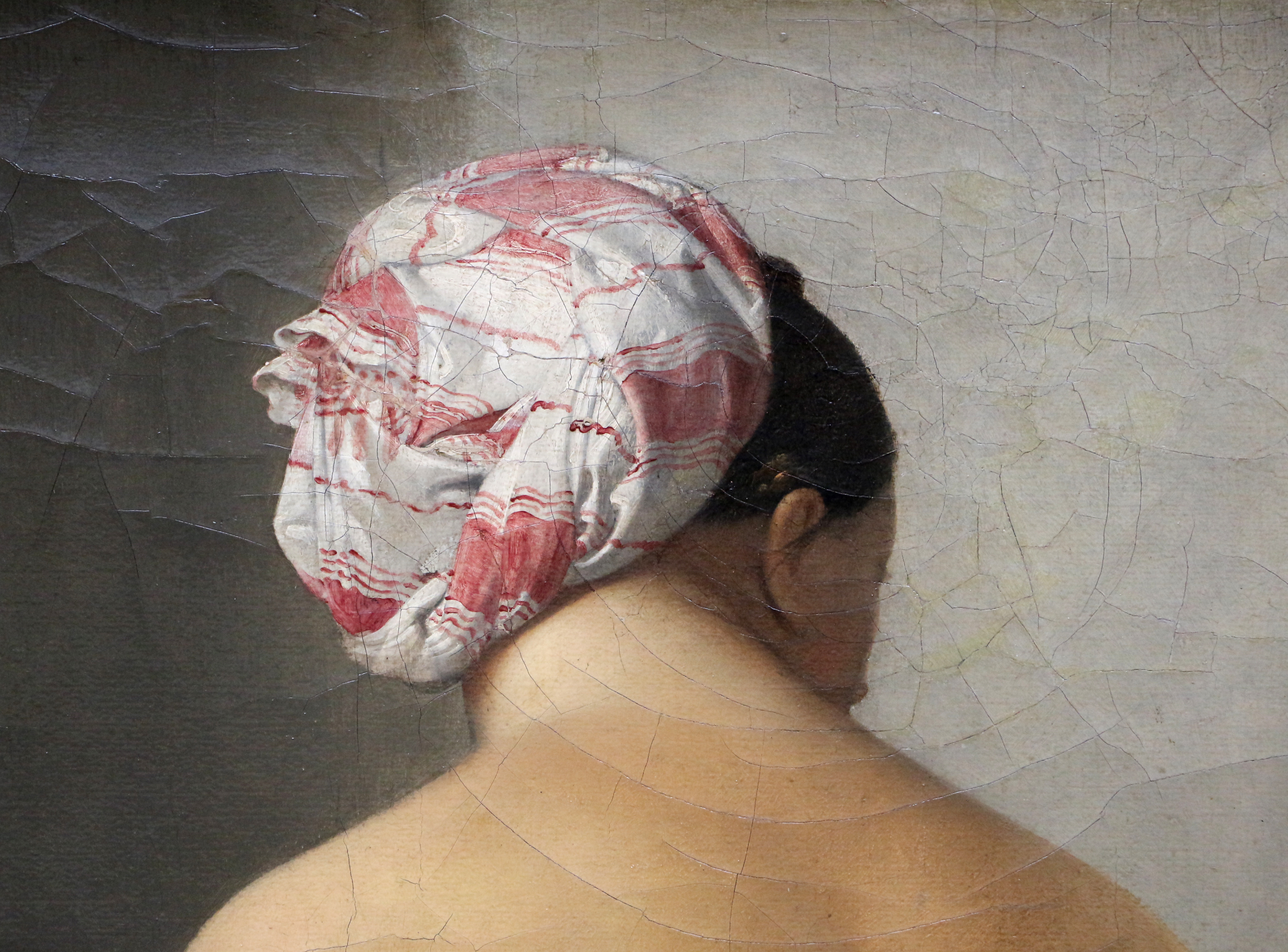
Detalle del turbante de la Bañista de Valpinçon, muy similar al de la bañista de espaldas.

Esta obra es uno de los primeros desnudos femeninos realizados por Ingres y representa a una bañista en primer plano vista de espaldas y medio cuerpo con un tocado consistente en una tela blanca a rayas rojas envuelta a modo de turbante. La espalda de la mujer forma una curva que le confiere una sinuosidad erótica. El fondo consiste en un paisaje con un árbol, un río y montañas a lo lejos más allá del bosque. La obra se caracteriza por un contraste entre el realismo del turbante y la espalda descubierta más abstracta.
Este cuadro guarda muchas similitudes con La bañista de Valpinçon, cuadro realizado por Ingres al año siguiente, hasta el punto de que se piensa que podría ser un estudio preliminar de este último. En concreto, ambas bañistas están representadas de espaldas (aunque no se aprecia el rostro de la bañista de Valpinçon) y ambas lucen un tocado blanco con franjas rojas.